# Stadio di Domagnano
Stadio di Domagnano – stadion piłkarski położony w mieście Domagnano w San Marino. Swoje mecze rozgrywa na nim drużyna piłkarska FC Domagnano. Stadion może pomieścić 1 000 widzów.